# Provincia di Loei
La provincia di Loei si trova in Thailandia e fa parte del gruppo regionale della Thailandia del Nordest. Si estende per 11425 km², ha 614 919 abitanti ed il capoluogo è il distretto di Mueang Loei. La città principale è Loei.

## Geografia antropica

### Suddivisioni amministrative
La provincia è suddivisa in 14 distretti (amphoe). Questi a loro volta sono suddivisi in 89 sottodistretti (tambon) e 839 villaggi (muban). I distretti sono:
| 1. Mueang Loei 2. Na Duang 3. Chiang Khan 4. Pak Chom 5. Dan Sai 6. Na Haeo 7. Phu Ruea | 1. Tha Li 2. Wang Saphung 3. Phu Kradueng 4. Phu Luang 5. Pha Khao 6. Erawan 7. Nong Hin |

## Nella cultura di massa
- Nel film singaporiano-thailandese Pop Aye (K. Tan, 2017), il protagonista e il suo elefante viaggiano alla volta di un villaggio della provincia.